# Flûte multiple

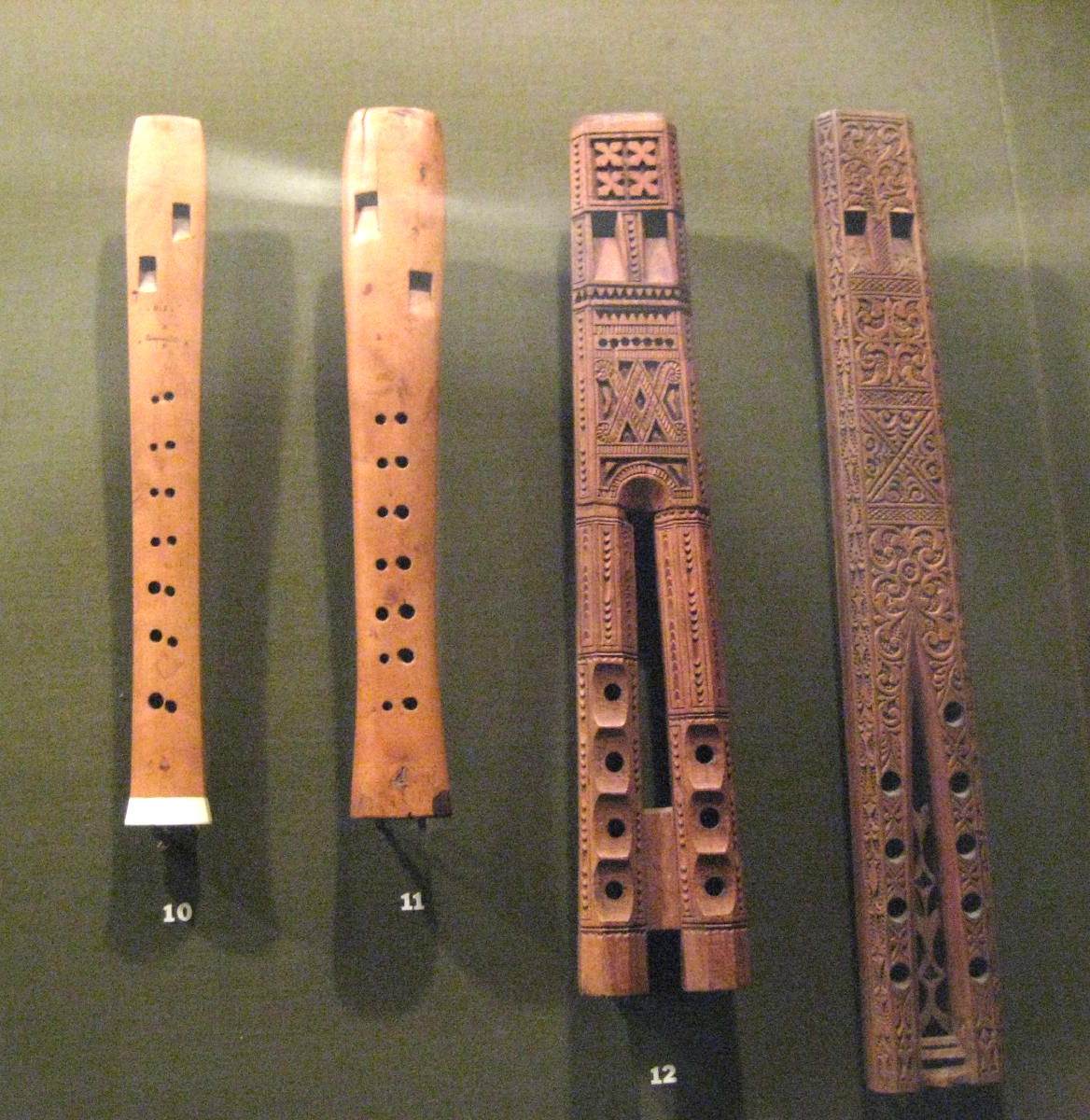
Flûtes doubles anciennes.

La flûte multiple est une flûte composée de plusieurs tuyaux (double, triple, voire quadruple). On en trouve de nombreuses variantes dans les civilisations précolombiennes.
La flûte double est à ne pas confondre avec l'aulos, un instrument à vent polyphonique qui fut utilisé dès l'Antiquité mais qui se rapproche plus du hautbois, du fait que cet instrument jumelé comportait une anche sur chacun de ce qu'on pourrait appeler des « hautbois » (ou « clarinettes ») antiques.
Des flûtes multiples figurent sur des fresques et statues du Moyen Âge en Europe. Divers types de flûtes multiples sont actuellement utilisés dans certaines traditions musicales. La plupart des flûtes étant des instruments monodiques, la flûte double étend un peu les possibilités musicales en conservant le timbre d'une flûte à bec, la limite étant naturellement le nombre de doigts du musicien et l'alimentation en air des corps d'instrument. Le plus souvent, l'une des deux flûtes sert de bourdon, c'est-à-dire qu'elle tient une même note pendant plusieurs mesures. Il arrive aussi que les flûtes soient jouées avec une main sur chaque instrument, permettant de jouer un accompagnement à la mélodie, ou une mélodie à deux voix (souvent à la tierce). Il arrive enfin que les flûtes soient composées de deux tuyaux mélodiques et d'un bourdon.
La flûte double peut être un instrument assemblé ad hoc, ou bien il peut s'agir simplement de deux flûtes jouées simultanément par le musicien, comme la satârâ ou alghoza pakistanaise. Elle est constituée d'un tuyau mélodique (madi) et d'un tuyau de bourdon (tampura) non identiques.

## Discographie
- Noci milá et Ötödik Tancz in René Clemencic et ses flûtes, éd. Harmonia Mundi
- Cantiga de Santa Maria LXXIII d'Alphonse le Sage, in René Clemencic et Ismaïl Vasseghi, éd. Accord
- Movit'a pietade in La musica Italiana del XV secolo, éd. Quadrivium

infos sur les flûtes doubles du subcontinent indien